# La Victoria de Acentejo
La Victoria de Acentejo est une commune de la province de Santa Cruz de Tenerife dans la communauté autonome des Îles Canaries en Espagne. Elle est située au nord de l'île de Tenerife.

## Géographie

### Localisation

Localisation de l'île de Tenerife dans les Îles Canaries.
Localisation de La Victoria de Acentejo dans l'île de Tenerife.

| Océan Atlantique |                         | La Matanza de Acentejo |
|                  | La Victoria de Acentejo |                        |
| Santa Úrsula     |                         | Candelaria             |

## Histoire
C'est à cet endroit que les Espagnols ont gagné la bataille définitive contre les Guanches le 25 décembre 1495, après avoir subi une défaite sanglante deux ans auparavant à La Matanza de Acentejo.

## Démographie
| Année | Population | Densité (hab./km2) |
| ----- | ---------- | ------------------ |
| 1991  | 7 435      | 404,95             |
| 1996  | 7 678      | 418,19             |
| 2001  | 7 920      | 440                |
| 2002  | 8 152      | 444                |
| 2003  | 8 235      | 448,8              |
| 2004  | 8 350      | 465,7              |
| 2005  | 8 393      | 457,13             |
| 2009  | 9 023      | 491,45             |